# Чагар-Гадд
Чагар-Гадд (перс. چهارحد) — село в Ірані, у дегестані Дузадж, у бахші Харкан, шахрестані Зарандіє остану Марказі. За даними перепису 2006 року, його населення становило 193 особи, що проживали у складі 48 сімей.

## Клімат
Середня річна температура становить 8,73°C, середня максимальна – 26,22°C, а середня мінімальна – -11,62°C. Середня річна кількість опадів – 264 мм.
| Клімат поселення                              | Клімат поселення | Клімат поселення | Клімат поселення | Клімат поселення | Клімат поселення | Клімат поселення | Клімат поселення | Клімат поселення | Клімат поселення | Клімат поселення | Клімат поселення | Клімат поселення | Клімат поселення |
| Показник                                      | Січ.             | Лют.             | Бер.             | Квіт.            | Трав.            | Черв.            | Лип.             | Серп.            | Вер.             | Жовт.            | Лист.            | Груд.            |                  |
| Середній максимум, °C                         | 3,41             | 4,76             | 7,42             | 14,48            | 19,81            | 24,91            | 26,22            | 26,19            | 22,04            | 16,88            | 10,62            | 5,25             |                  |
| Середня температура, °C                       | −4,1             | −2,77            | −0,11            | 6,94             | 12,29            | 17,38            | 20,86            | 20,84            | 16,68            | 11,52            | 5,27             | −0,12            |                  |
| Середній мінімум, °C                          | −11,62           | −10,29           | −7,62            | −0,58            | 4,78             | 9,86             | 15,51            | 15,48            | 11,33            | 6,18             | −0,09            | −5,47            |                  |
| Норма опадів, мм                              | 31               | 34               | 50               | 43               | 37               | 6                | 2                | 1                | 0                | 10               | 20               | 30               |                  |
| Середньомісячна швидкість вітру, м/с          | 1.57             | 2.26             | 2.49             | 2.82             | 2.37             | 2.19             | 2.16             | 2.13             | 1.99             | 1.90             | 1.62             | 1.76             |                  |
| Середньомісячна сонячна радіація, кДж/м²·день | 8691             | 11392            | 14030            | 17725            | 21893            | 26592            | 26028            | 23558            | 20320            | 14750            | 10454            | 8336             |                  |
| --------------------------------------------- | ---------------- | ---------------- | ---------------- | ---------------- | ---------------- | ---------------- | ---------------- | ---------------- | ---------------- | ---------------- | ---------------- | ---------------- | ---------------- |
| Джерело:                                      |                  |                  |                  |                  |                  |                  |                  |                  |                  |                  |                  |                  |                  |